# Vallstena socken
Vallstena socken ingick i Gotlands norra härad, ingår sedan 1971 i Gotlands kommun och motsvarar från 2016 Vallstena distrikt.
Socknens areal är 27,34 kvadratkilometer (land). År 2020 fanns här 239 invånare. Sockenkyrkan Vallstena kyrka ligger i socknen.

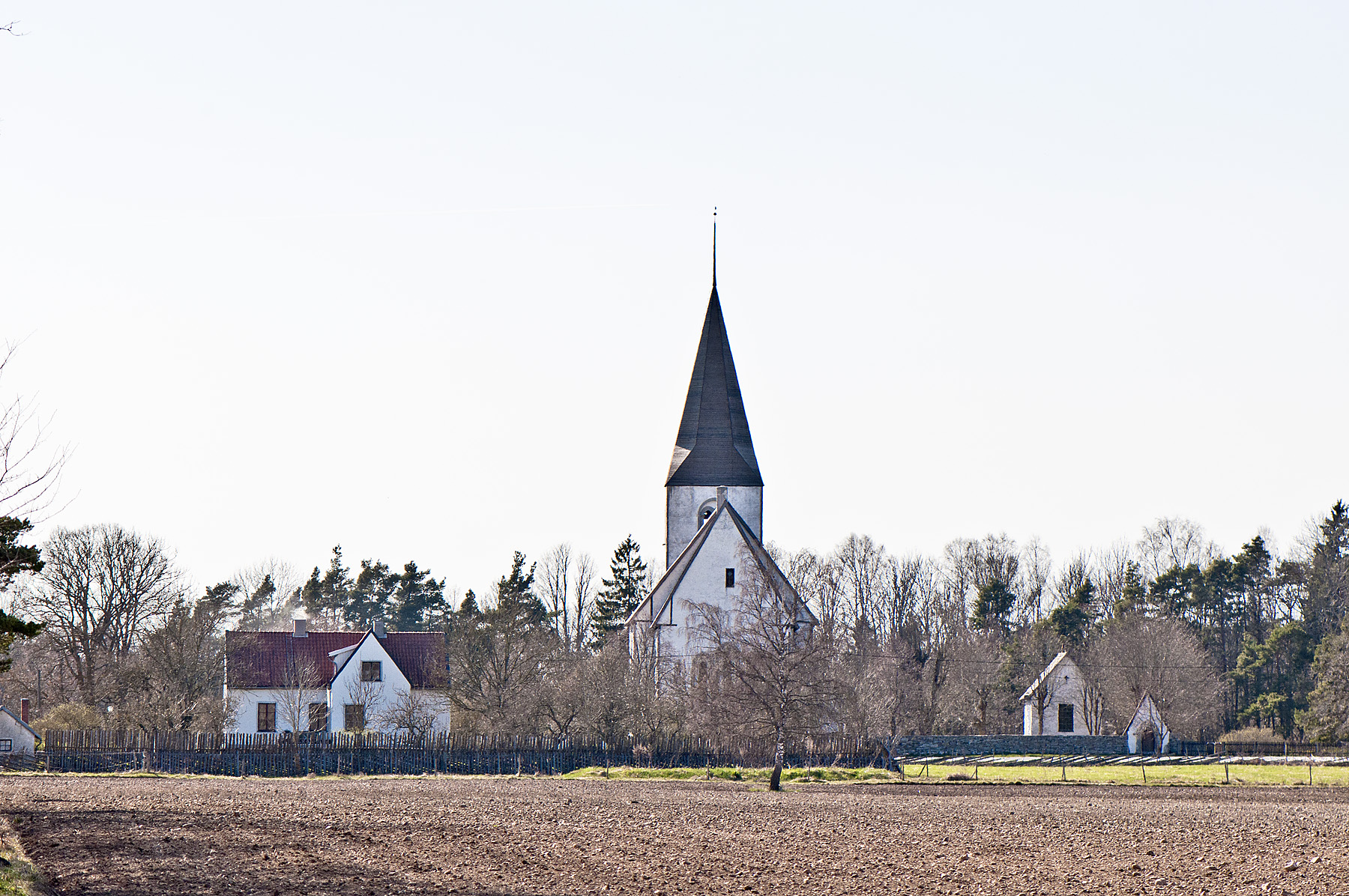
Vallstena kyrka

## Administrativ historik
Vallstena socken har medeltida ursprung. Socknen tillhörde Bäls ting som i sin tur ingick i Bro setting i Nordertredingen.
Vid kommunreformen 1862 övergick socknens ansvar för de kyrkliga frågorna till Vallstena församling och för de borgerliga frågorna bildades Vallstena landskommun. Landskommunen inkorporerades 1952 i Dalhems landskommun och ingår sedan 1971 i Gotlands kommun. Församlingen uppgick 2010 i Gothems församling.
1 januari 2016 inrättades distriktet Vallstena, med samma omfattning som församlingen hade 1999/2000.  
Socknen har tillhört samma fögderier och domsagor som Gotlands norra härad. De indelta båtsmännen tillhörde Gotlands första båtsmanskompani.

## Geografi
Vallstena socken ligger i inre norra Gotland. Socknen är slättbygd med skogsmark i öster.
Socknen gränsar till Källunge socken i väster, Bäls socken i norr, Gothems socken öster och Hörsne socken i söder. De närmaste tätorterna är Slite som ligger 15 km norr om Vallstena och Visby som ligger 25 km väster om Vallstena.  
Nära Vallstena kyrka ligger Alvena lindaräng, ett löväng med rik flora.
Postnummer är 624 32, telefonriktnummer 0498.

### Gårdsnamn
Allkvie, Alvne, Annexen, Lilla Bjärge , Stora Bjärge , Bjärs, Grinds, Gudings Lilla, Gudings Stora, Gännor, Hägvalds, Medebys, Norrgårde, Nygårds, Rå, Slumre, Uppgarde.

## Fornlämningar
Sliprännestenar finns i socknen. Kända från socknen är nära 50 gravrösen och några skeppssättningar från bronsåldern. Från järnåldern finns 17 gravfält, varav ett Vallstenarum, med 400 gravar och 6,5 kilometer av stensträngar. Fyra runristningar är kända och vid Gudings har hittats ett stort offerfynd av vikingavapen.
Vid Nygårdsrum undersöktes 1970 två gravrösen från övergången senneolitikum med fynd av bland annat en flintdolk. Under rösena påträffades en boplats från yngre stenålder. I anslutning till fyndområdet vid Nygårdstun på Uppgarde ägor påträffades 1977 vid grustäkt spåren av en borttagen skeppssättning, som med en längd av omkring 46 meter är den längsta kända på Gotland.

## Namnet
Namnet (1350 Walgusten) har en förled valg/valge, 'smal fuktig dalgång, stundom med vatten, rännil; foderbevuxen sankmark' och en efterled sten med oklar tolkning.

## Befolkningsutveckling
| Befolkningsutvecklingen i Vallstena socken 1780–2020 | Befolkningsutvecklingen i Vallstena socken 1780–2020 | Befolkningsutvecklingen i Vallstena socken 1780–2020 | Befolkningsutvecklingen i Vallstena socken 1780–2020 | Befolkningsutvecklingen i Vallstena socken 1780–2020 |
| --- | ---------------------------------------------------- | ---------------------------------------------------- | ---------------------------------------------------- | ---------------------------------------------------- |
| |                                                      |                                                      |                                                      |                                                      |
| År |                                                      |                                                      | Folkmängd                                            |                                                      |
| 1780 | 1780                                                 |                                                      | 252                                                  |                                                      |
| 1790 | 1790                                                 |                                                      | 220                                                  |                                                      |
| 1800 | 1800                                                 |                                                      | 281                                                  |                                                      |
| 1810 | 1810                                                 |                                                      | 277                                                  |                                                      |
| 1820 | 1820                                                 |                                                      | 309                                                  |                                                      |
| 1830 | 1830                                                 |                                                      | 326                                                  |                                                      |
| 1840 | 1840                                                 |                                                      | 338                                                  |                                                      |
| 1850 | 1850                                                 |                                                      | 363                                                  |                                                      |
| 1860 | 1860                                                 |                                                      | 372                                                  |                                                      |
| 1870 | 1870                                                 |                                                      | 369                                                  |                                                      |
| 1880 | 1880                                                 |                                                      | 358                                                  |                                                      |
| 1890 | 1890                                                 |                                                      | 352                                                  |                                                      |
| 1900 | 1900                                                 |                                                      | 322                                                  |                                                      |
| 1910 | 1910                                                 |                                                      | 325                                                  |                                                      |
| 1920 | 1920                                                 |                                                      | 363                                                  |                                                      |
| 1930 | 1930                                                 |                                                      | 357                                                  |                                                      |
| 1940 | 1940                                                 |                                                      | 369                                                  |                                                      |
| 1950 | 1950                                                 |                                                      | 355                                                  |                                                      |
| 1960 | 1960                                                 |                                                      | 332                                                  |                                                      |
| 1970 | 1970                                                 |                                                      | 282                                                  |                                                      |
| 1980 | 1980                                                 |                                                      | 296                                                  |                                                      |
| 1990 | 1990                                                 |                                                      | 320                                                  |                                                      |
| 2000 | 2000                                                 |                                                      | 302                                                  |                                                      |
| 2010 | 2010                                                 |                                                      | 264                                                  |                                                      |
| 2020 | 2020                                                 |                                                      | 239                                                  |                                                      |
| Anm: Källor: Umeå universitet - Tabellverket 1749-1859, Demografiska databasen, CEDAR, Umeå universitet, Befolkningsutvecklingen i Gotlands socknar 2000 - 2010, Folkmängden per distrikt, landskap, landsdel eller riket efter kön. År 2015 - 2022. |                                                      |                                                      |                                                      |                                                      |

### Fotnoter
1. 1 2  Svensk Uppslagsbok andra upplagan 1947–1955: Vallstena socken
2. ↑  ”Folkmängden per distrikt, landskap, landsdel eller riket efter kön. År 2015 - 2022”. Statistikdatabasen. Statistiska centralbyrån. http://www.statistikdatabasen.scb.se/pxweb/sv/ssd/START__BE__BE0101__BE0101A/FolkmangdDistrikt/. Läst 23 april 2023.
3. ↑  Harlén, Hans; Harlén Eivy (2003). Sverige från A till Ö: geografisk-historisk uppslagsbok. Stockholm: Kommentus. Libris 9337075. ISBN 91-7345-139-8
4. ↑  ”Församlingar”. Statistiska centralbyrån. https://www.scb.se/hitta-statistik/regional-statistik-och-kartor/regionala-indelningar/forsamlingar/. Läst 30 december 2022.
5. ↑  Administrativ historik för Vallstena socken (Klicka på församlingsposten). Källa: Nationella arkivdatabasen, Riksarkivet.
6. ↑  Om Gotlands båtsmanskompani
7. 1 2  Sjögren, Otto (1931). Sverige geografisk beskrivning del 2 Östergötlands, Jönköpings, Kronobergs, Kalmar och Gotlands län. Stockholm: Wahlström & Widstrand. Libris 9939
8. 1 2  Nationalencyklopedin
9. ↑  Förteckning över slipskåror
10. ↑  Fornlämningar, Statens historiska museum: Vallstena socken
11. ↑  Fornminnesregistret, Riksantikvarieämbetet: Vallstena socken Fornminnen i socknen erhålls på kartan genom att skriva in sockennamn (utan "socken") i "Ange geografiskt område"
12. ↑  Boplats och gravar vid Nygårdstun i Vallstena, Arne Hallström i Gotländskt arkiv 1971
13. ↑  Uppgarde i Vallstena, Stig Englund i Arkeologi på Gotland
14. ↑  Mats Wahlberg, red (2003). Svenskt ortnamnslexikon. Uppsala: Institutet för språk och folkminnen. Libris 8998039. ISBN 91-7229-020-X. https://isof.diva-portal.org/smash/get/diva2:1175717/FULLTEXT02.pdf